# Гудимов, Матвей Матвеевич
Гудимов Матвей Матвеевич (22.08.1913 — 20.09.2001) — учёный в области полимерных материалов, прозрачных термопластов, используемых в остеклении летательных аппаратов.
Родился 22 августа 1913 года в заштатном городе Богатый, Обоянского уезда, Курской губерни (ныне село Богатое, Ивнянского района, Белгородской области). Отец Матвей Федорович Гудимов — псаломщик Вознесенской церкви заштатного города Богатый. В 1916 году по мобилизации взят на воинскую службу. В семье было 4 детей.
Окончил Казанский Государственный университет (1938), кандидат химических наук (1943), доктор технических наук (1963), профессор (1971).
С 1942 по 1987 г. работал во Всероссийском научно-исследовательском институте авиационных материалов, в должности заместителя, а затем и начальника лаборатории органических стекол.
Под руководством М. М. Гудимова создавались органические теплостойкие стекла для гражданской и военной авиации. Под его руководством в предвоенные и военные годы проводились работы по созданию авиационной прозрачной брони, в частности для штурмовиков Ил-2, Ил-10 и других.
Основоположник двух научных направлений – авиационных материалов остекления и многофункциональных термопластов.
Лауреат двух Государственных премий СССР:
— в 1946 году присуждена Сталинская премия;
— В 1973 году  присуждена Государственная премия СССР. 
Награждён медалью «За доблестный труд в Великой Отечественной войне 1941−1945 гг.», орденом Трудового Красного Знамени, двумя орденами «Знак Почета».

## Личная жизнь
Был женат. В браке два сына: Владимир и Михаил.

### Адреса в Москве
- c 1954 по 2001 — площадь Восстания, дом 1, кв. 374

## Публикации
- Гудимов Матвей Матвеевич. viam.ru. Дата обращения: 28 октября 2012. Архивировано 18 декабря 2012 года.
- Гудимов М.М., Перов Б.В. Органическое стекло. – М.: Химия, 1981. – 216 с.
- Ивашина Р.А. Талант из Богатого // «Родина» Общественно – политическая газета Ивнянского района. Четверг 3 октября 2024 года, № 40 (10293) – С. 8.